# Trollius dschungaricus
Trollius dschungaricus là một loài thực vật có hoa trong họ Mao lương. Loài này được Regel miêu tả khoa học đầu tiên năm 1880.